# یائل رام

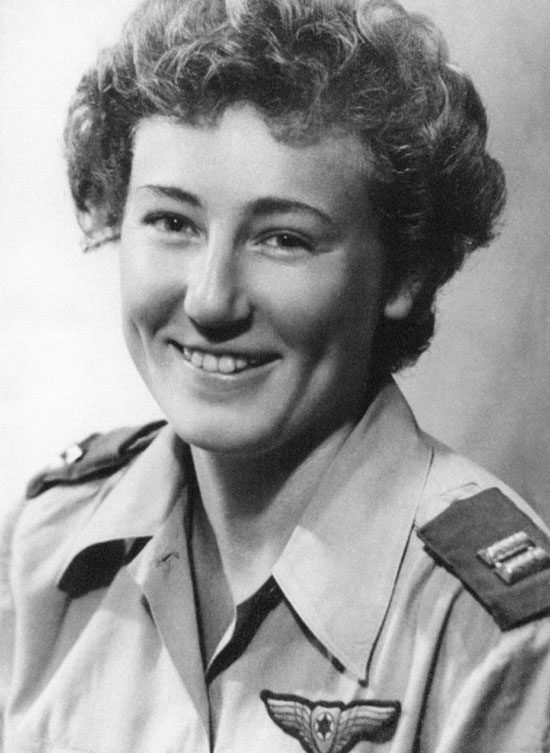
یائل رام

یائل رام (۱۹۳۲–۲۰۰۶)، زاده شده با نام یائل فینکلشتاین، یکی از اولین خلبانان زن نیروی هوایی اسرائیل و اولین آموزش دیده و نیروی تأیید شده توسط این نیرو بود. او کمک خلبان داگلاس سی-۴۷ اسکای‌ترین در بحران سوئز بود.

## پیشینه

### حرفه نظامی
اگرچه اغلب به عنوان اولین خلبان زن یاف از آن یاد می‌شود، اما این مورد سند تاریخی ندارد. در واقع رام یکی از اولین زنانی بود که توسط این نیرو آموزش دیده و گواهینامه دریافت کرد اما تنها کسی بود که به خدمت فعال ادامه داد.
رام در سال ۱۹۳۲ در تل آویو متولد و در سال ۱۹۵۰ از دبیرستان فارغ‌التحصیل شد و به زودی به سپاه جوانان نیروهای دفاعی اسرائیل فراخوانده شد. او به همراه ۲۹ عضو دیگر سپاه، امتحانات خلبانی یاف را گذراند و به همراه شش نفر دیگر به دوره خلبانی پایه ادامه داد، در کنار رینا لوینسون و روث باکبیندر، در کلاس خود دوم شد. رام که در ابتدا برای پرواز با بوئینگ استیرمن مدل ۷۵ آموزش دیده بود، به پرواز با هواپیماهای دو موتوره ادامه داد و به عنوان مربی پرواز گواهینامه دریافت کرد. در ۲۷ دسامبر ۱۹۵۱ پنجمین دوره پرواز IAF را تکمیل کرد. سپس او به سپاه جوانان منتقل شد تا به دانشجویان آینده آموزش دهد. او به مدت شش ماه از ارتش اسرائیل درخواست کرد که به نیروی هوایی بازگردد و با مقاومت قابل توجهی روبرو شد، قبل از اینکه سرانجام درخواست او پذیرفته شد. در سال ۱۹۵۳ رام با پرواز داگلاس داگلاس سی-۴۷ اسکای‌ترین به صفوف اسکادران ۱۰۳پیوست.
رام پس از خروج از ارتش اسرائیل به عنوان خلبان ذخیره به پرواز ادامه داد. او در اکتبر ۱۹۵۶ برای شرکت در عملیات ماخبش، فرود چتربازهای اسرائیلی که جنگ سوئز را آغاز کردند، فراخوانده شد. رام کمک خلبان داگلاس سی-۴۷ اسکای‌ترین   بود. او بقیه زمان جنگ را صرف انتقال تدارکات برای سربازان در شبه‌جزیره سینا و تخلیه مجروحان کرد. رام اولین خلبان هواپیمایی بود که پس از دستگیری توسط نیروهای اسرائیلی در شرم الشیخ فرود آمد، و چتربازان را در الطور (مصر) در ۳ نوامبر رها کرد.
رام پس از تولد اولین دخترش در سال ۱۹۶۲ از خدمات ذخیره بازنشسته شد، اگرچه او ابتدا به منظور فرار از سیاست ارتش اسرائیل مبنی بر ترخیص مادران، تولد را گزارش نکرد.

### حرفه غیرنظامی
رام در رشته تاریخ و علوم سیاسی و همچنین مدرک معلمی از دانشگاه عبری اورشلیم فارغ‌التحصیل شد. در سال ۱۹۵۷ از او برای پیوستن به خطوط هوایی ارکیا دعوت شد و به مدت سه سال به عنوان افسر اول کار کرد. بین سالهای ۱۹۶۰ و ۱۹۸۲ او برای موسسه فناوری تخنیون در تحقیقات آموزشی، مشاوره و مدیریت کار کرد. او واحدی را راه‌اندازی و توسعه داد که از گروه‌های کم‌نمایش مانند اقلیت‌ها و معلولان حمایت علمی می‌کرد. بعدها در زندگی او برنامه «زنان جوان در قرن بیست و یکم» را آغاز کرد و توسعه داد که زنان جوان را تشویق می‌کند تا حرفه‌های مهندسی را دنبال کنند.
رام در سال ۱۹۷۴ شورای زنان دفتر شهردار حیفا را تأسیس کرد. اگرچه او عضو قدیمی لیکود بود، اما در سال ۱۹۸۳ برای پست شهردار حیفا در راس یک لیست مستقل نامزد شد و با ۱۷٫۹ درصد آرا در رتبه دوم قرار گرفت.

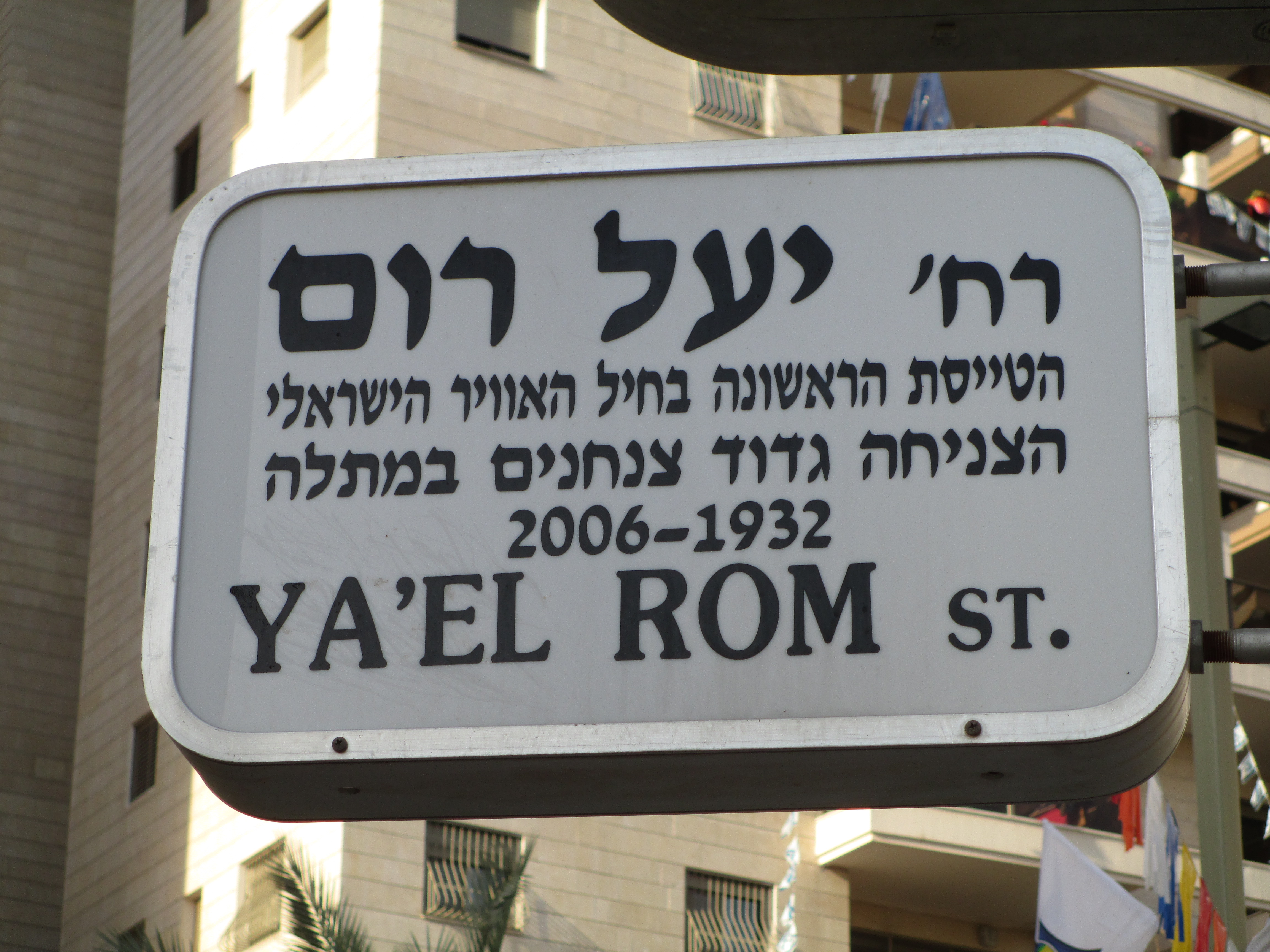
در ۲۶ می ۲۰۰۸ یک خیابان در پتخ تیکوا به نام یائل رام نامگذاری شد.

رام، مادر سه فرزند، با یوسف رام، استاد هوانوردی در تخنیون و عضو سابق لیکود کنست ازدواج کرد. او در ۲۴ مه ۲۰۰۶ در حیفا درگذشت در ۲۶ می ۲۰۰۸، شهر پتخ تیکوا در مراسمی با حضور خانواده و اعضای اسکادران ۱۰۳، یک خیابان محلی را به افتخار وی نامگذاری کرد.